# DISCARDプロトコル
DISCARDプロトコル（ディスカードプロトコル）は、インターネット・プロトコル・スイートのサービスの1つであり、 RFC 863 で定義されている。試験、デバッグ、計測、ホスト管理の目的に使用されることを意図したものである。DISCARDは「廃棄」の意味である。
ホストは、Transmission Control Protocol(TCP)またはUser Datagram Protocol(UDP)を使用し、ウェルノウンポート番号であるポート番号9で、DISCARDプロトコルに対応した対象のホストにデータを送信する。応答は返らない。このため、通常はUDPが使用される。ただし、セッション指向の接続（HTTPプロキシやVPNを介した接続など）でサービスにアクセスする場合には、TCPを使用する。
DISCARDプロトコルは、Unixのファイルシステムにおける/dev/nullに相当するTCP/UDPメッセージである。DISCARDプロトコルのサービスは、送信されたものが受信されることが保証されており、送信されたペイロードが確実に受信されることを必要とするTCP/UDPコードのデバッグに使用できる。

## inetdでの実装
UNIX系のオペレーティングシステムでは、DISCARDサーバはinetdファミリーのデーモンに組み込まれている。DISCARDサービスは通常、デフォルトで無効になっている。ファイル/etc/inetd.confに次の行を追加し、inetdで設定をリロードすることで有効になる。
```
discard   stream  tcp     nowait  root    internal
discard   dgram   udp     wait    root    internal
```

多くのルータで、DISCARDプロトコル用のポート9（およびECHOプロトコル用のポート7）は、ローカルネットワーク上のホストを遠隔から起動させるためのWake-on-LAN(WOL)マジックパケットを中継する際の代用のポート番号としてデフォルトで設定されている。